# Rob Gordon
Rob Gordon é publicitário, escritor, blogueiro e roteirista de quadrinhos. É cocriador da webcomic Terapia (junto com Marina Kurcis e Mario Cau), que ganhou em 2012 e 2014 o Troféu HQ Mix na categoria "web quadrinhos".